# Балесская белозубка
Балесская белозубка (лат. Crocidura bottegoides) — вид млекопитающих рода Белозубки семейства Землеройковые. Эндемик Восточной Африки (Эфиопия). Этот вид встречается на территории площадью всего менее чем 500 км², и только в пяти локалитетах, подвергающимся экстенсивной деструкции. Обнаружен в горных районах (Bale Region, Mount Albasso, Эфиопия) на высотах от 2,400 до 3,280 м. 5 экземпляров были найдены в изолированных лесных участках (Harenna forest). Охраняются в Национальном парке Bale Mountains National Park. Включен в «Международную Красную книгу» (англ. IUCN Red List of Threatened Animals) МСОП, как вид находящийся в опасности. Кариотип: 2n = 36, FN = 48.